# Pseudodemencia depresiva
La llamada pseudodemencia depresiva se agrupa entre las demencias "curables" porque, en realidad, no se trata de una verdadera demencia.
Como lo sugiere el nombre, es, en realidad, un trastorno del estado de ánimo, y también después que pasa el trastorno llega un grado de depresión. Una depresión de tipo inhibido, es decir, con predominio de comportamientos que eluden la ejecución de acciones. Los pacientes con depresiones de este tipo abandonan sus quehaceres habituales, tienden a permanecer quietos, buscan estar acostados en su cama, no hablan, no muestran interés por nada de su entorno, etc. Este cuadro comparte con la demencia el hallazgo de síntomas cognoscitivos tales como la desorientación espacio-temporal y más comúnmente la hipoprosexia o disminución de la atención, esta última entendida como una disminución del campo de la conciencia.
Cuando este cuadro aparece en pacientes de edad superior a los sesenta años suelen confundirse la apatía y abulia descritas con un cuadro de demencia, especialmente de tipo Alzheimer corriendo entonces los riesgos inherentes a todo mal diagnóstico.
El examen clínico atento, la ausencia demostrable de trastornos importantes de la memoria mediante el uso de recursos neuropsicológicos e imagenológicos tales como la Espectroscopía por Resonancia Magnética Cerebral y la respuesta a la fármaco terapia con drogas del grupo llamado "antidepresivos" ponen en evidencia la verdadera naturaleza de la afección.
- Datos: Q6089957